# Issaak Dunaievski
Isaak Osipovich Dunayevsky, en rus: Исаак Осипович Дунаевский (Lójvitsia (Ucraïna), 30 de gener [OS 18 de gener] 1900 - Moscou (Rússia), 25 de juliol, 1955) va ser un compositor i director de pel·lícules soviètic, compositor i director de pel·lícules (1930/1940), de música per a operetes i comèdies cinematogràfiques, treballant sovint amb el director de cinema Grigori Aleksandrov.

## Biografia
Dunaievsky va néixer en una família jueva a la governació de Poltava de l'Imperi Rus (actualment Myrhorod Raion, Província de Poltava, Ucraïna). Va estudiar a l'Escola de Música de Khàrkiv el 1910, on va estudiar violí amb Konstanty Gorski i Joseph Achron. Durant aquest període va començar a estudiar la teoria de la música amb Semyon Bogatyrev (1890–1960). Es va graduar el 1919 a la Universitat Nacional d'Arts Kotlyarevsky de Khàrkiv. Al principi va ser violinista, el líder de l'orquestra de Kharkov. Després va començar la carrera de director. El 1924 va anar a Moscou per dirigir el Teatre Hermitage. El 1929 va treballar per primera vegada per a una sala de música ("Al lloc gelat") amb la sala de música de Moscou. Més tard, va treballar a Leningrad (1929–1941) com a director i director del Saló de Música de Sant Petersburg (1929–34), i després es va traslladar a Moscou per treballar en les seves pròpies operetes i música de cinema.
Dunaievski va escriure 14 operetes, 3 ballets, 3 cantates, 80 cors, 80 cançons i romanços, música per a 88 obres de teatre i 42 pel·lícules, 43 composicions per a orquestra de música lleugera i 12 per a orquestra de jazz, 17 melodeclamacions, 52 composicions per a simfonia i 47 orquestra per a piano. composicions i un quartet de corda.
Va ser un dels primers compositors de la Unió Soviètica que va començar a utilitzar el jazz. Va escriure la música de tres de les pel·lícules més importants de l'època estalinista d'abans de la guerra, Jolly Fellows, Circus i la pel·lícula que es diu que era la pel·lícula preferida de Stalin Volga-Volga, totes dirigides per Grigori Aleksandrov.
En una resposta al llibre britànic "The World of Music", va enumerar les següents com les seves obres principals: The Golden Valley operetta (1937), The Free Wind operetta (1947) i música de les pel·lícules Circus (1935) i The Kuban Cossacks. (1949).
Va morir d'un atac de cor a Moscou l'any 1955. La seva darrera peça, l'opereta White Acacia (1955), va quedar inacabada a la seva mort. Va ser completada per Kirill Molchanov i escenificada el 15 de novembre de 1955, a Moscou.
Més tard es va trobar al seu arxiu un llibret d'òpera Rachel (1943) desconegut de Mikhail Bulgakov. El llibret es basava en Mademoiselle Fifi de Guy de Maupassant i es va publicar en un llibre de Naum Shafer (vegeu referències i enllaços a continuació).
El 1961 es va publicar un llibre dels seus assaigs i memòries.

## Honors
Dunayevsky va ser nomenat Artista Popular de la RSFSR el 1950. Va rebre dues vegades el Premi Estatal de l'URSS (1941, 1951) i va rebre dues ordres i moltes medalles (incloent-hi l'Orde de la Bandera Roja del Treball, l'Orde de l'Estrella Roja i l'Orde de la Insígnia d'Honor).

## Família
El seu germà Semyon (1906–1986) va ser director d'orquestra; un altre germà, Zinovy (1908–1981), va ser compositor.
Dunayevsky es va casar una vegada. Va tenir un fill Yevgeny (n. 1932) de la seva dona Zinaida Sudeikina, i un altre fill Maksim (n. 1945) de la seva amant, la ballarina Zoya Pashkova (1922—30.01.1991). Maksim també és un compositor conegut.

## Obres
| - The Tranquillity of the Faun, ballet (1924) - Murzilka, ballet per a nens (1924) - For Us and You, opereta (1924) - Bridegrooms (Женихи), opereta (1926) - The Knives (Ножи), opereta (1928) - To the icy place, opereta (1929) - Million Langours, opereta (1932) - Jolly Fellows (Весёлые ребята), música de pel·lícula (1934), inclosa "yuyuHeart (cançó), Cor" - Three Friends (Три товарища), música de pel·lícula (1935) - Late for a Date (Девушка спешит на свидание), música de pel·lícula (1936) - Seekers of Happiness (Искатели счастья), música de pel·lícula (1936) - Circus (Цирк), música de pel·lícula (1936) - The Children of Captain Grant (Дети капитана Гранта), música de pel·lícula (1936), incloent dues cançons i la famosa obertura orquestral - The Golden Valley (Золотая долина), opereta (1937) - Volga-Volga (Волга-Волга), música de pel·lícula (1938) - The Roads to Happiness (Дороги к счастью), opereta (1939) - My Love (Моя любовь). música de pel·lícula (1940) | - Moscow, suite per a veus solistes, cor i orquestra (1941) - The Wind of Liberty (Вольный ветер), opereta (1947) - Cossacks of the Kuban (Кубанские казаки), música de pel·lícula (1949) - The Son of the Clown (Сын клоуна), opereta (1950) - Glory of the Railwaymen, cantata - Our Homeland May Flourish!, cantata - Ballet Suite per a orquestra - Suite on Chinese themes, orquestra - Rhapsody on Songs of the people of the Soviet Union, jazz orquestra - The Music Store, jazz orcquestra - String Quartet - Song of the Fatherland, música de pel·lícula - Requiem, narrador i quintet - Song of Stalin, cors i orquestra - White Acacia (Белая акация), opereta (1955, completada per Kirill Molchanov) - Quiet, Everything Quiet (Тихо, всё тихо), la sintonia de signatura de la televisió soviètica fins a 1991. |

Also:
- Cançons
- Peces per a cambra i orquestra
- Música incidental per a teatre i cinema